# Ferrari 250 GT
Ferrari 250 GT – samochód sportowy produkowany przez włoską firmę Ferrari i produkowany w latach 1957−1963. Wyposażony był on w nadwozie typu cabrio. Samochód był napędzany przez silnik V12 o pojemności 3,0 l. Wyprodukowano łącznie 104 egzemplarze tego modelu. 

## Dane techniczne
- Silnik: V12 3,0 l (2953 cm³)[1]
- Układ zasilania: b.d.
- Średnica × skok tłoka: b.d.
- Stopień sprężania: b.d.
- Moc maksymalna: 280 KM (205kW)[1]
- Maksymalny moment obrotowy: b.d.
- Prędkość maksymalna: b.d.